# Francisco Trois
Francisco Ricardo Terres Trois (Canoas, 3 settembre 1946 – 16 settembre 2020) è stato uno scacchista e arbitro internazionale di scacchi brasiliano.

## Biografia
Vinse nel 1978 i Campionati Sudamericani di Scacchi e partecipò a tre edizioni delle Olimpiadi degli Scacchi (1972, 1978, 1982). Diventò arbitro internazionale nel 1986.
Trois è morto nel settembre del 2020, per le complicazioni del diabete mellito di tipo 1.